# Whakaari/White Island
Whakaari/White Island è un'isola vulcanica ed uno stratovulcano attivo situato a 48 km dall'isola del Nord della Nuova Zelanda, nella baia dell'Abbondanza. Si trova nell'arco vulcanico della zona vulcanica di Taupo e si è creato grazie ad un'attività continua negli ultimi 150.000 anni; è il vulcano conico più attivo del paese. Si registra attività vulcanica continua fin da quando James Cook avvistò l'isola nel 1769.
White Island ha una forma approssimativamente circolare, con un diametro di 2 km ed un'altezza di 321 metri sul livello del mare. Si tratta della cima emersa di una montagna sottomarina molto più alta, che poggia sul fondale oceanico a 1600 m di profondità. L'isola è stata sede di diverse miniere di zolfo, ma dalla metà del XX secolo lo sfruttamento minerario è stato abbandonato e le principali attività umane sull'isola sono il turismo e la ricerca scientifica.

## Storia
Il nome Māori dell'isola è Te Puia o Whakaari, che significa "Il vulcano drammatico". L'isola fu ribattezzata White Island ("Isola Bianca") dal capitano Cook il 1 ottobre 1769 perché gli apparve avvolta in una colonna di vapore bianco. Cook non registrò però che si trattava di un vulcano. Il nome ufficiale è Whakaari/White Island, anche se nel mondo anglosassone viene usato solo l'appellativo di White Island.

## Vulcanologia
Le eruzioni del Whakaari sono state sia effusive, producendo colate di lava, che esplosive, con forti emissioni di ceneri.
Il vulcano è monitorato costantemente dai vulcanologi del GeoNet Project e del  Deep Earth Carbon Degassing Project attraverso telecamere, magnetometri e sismografi; materiale per rivelare precocemente eruzioni vulcaniche ed avvertire via radio è stato installato all'interno del cratere. L'isola è generalmente in stato di allerta 1-2, su una scala da 0 a 5, anche se di solito l'attività si limita a fumarole e laghetti di fango bollente.

## Estrazione dello zolfo
Negli anni, è stato tentato in varie occasioni di sfruttare l'isola commercialmente. In particolare, la coltivazione di miniere di zolfo sembrava essere un'attività economicamente vantaggiosa. Lo zolfo era usato come agente antibatterico nelle medicine, in quell'epoca dove gli antibiotici non erano stati ancora inventati; era usato anche per la costruzione di fiammiferi e per sterilizzare i tappi di sughero.
Sono stati effettuati tentativi di sfruttamento minerario alla metà del XIX secolo, poi negli anni 1898–1901 e 1913–1914. Il proprietario dell'isola era John Wilson. Lo sfruttamento della miniera venne brutalmente interrotto nel settembre 1914, quando parte del bordo occidentale del cratere sprofondò in un lahar che uccise i 10 operai della miniera, i quali scomparvero nel fango senza lasciare traccia. L'unico a sopravvivere fu il gatto che condivideva con gli operai l'accampamento: venne trovato dalla nave di rifornimenti qualche giorno dopo la tragedia e battezzato "Pietro il Grande".
Nel 1923 venne aperta una nuova miniera, ma gli operai costruirono le loro capanne su una zona più sicura e pianeggiante dell'isola, vicino ad una colonia di morus. Ogni giorno, gli operai raggiungevano la miniera della baia del Cratere in barca. Nei giorni di maltempo, l'accesso era possibile solo attraverso uno stretto sentiero fra le rocce, che aggirava il cratere. La miniera si esaurì molto presto e, anche se i minerali estratti venivano venduti come fertilizzante agricolo, la cattiva qualità del prodotto ottenuto obbligò la chiusura dell'attività estrattiva.

## Fauna
L'isola è un'Important Bird Area identificata da BirdLife International poiché vi nidifica una colonia di circa 3000 coppie di Morus serrator.

## Eruzioni

### Eruzione del 2000

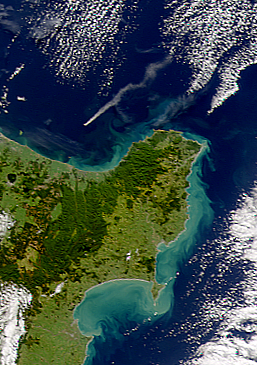
Pennacchio dell'eruzione del Whakaari che si estende verso N-E (giugno 2000)

Nel marzo 2000 apparvero nel cratere principale tre piccole bocche eruttive che emisero della cenere grigia che ricoprì l'intera isola. Il 27 luglio 2000, un'eruzione di fango e scorie trasformò il paesaggio, rendendo tutta l'isola bianca. Nella stessa occasione apparve un nuovo cratere. Altre eruzioni avevano avuto un grosso impatto sul paesaggio in passato: nel 1981–83 la foresta pōhutukawa che ricopriva l'isola era stata in grande parte distrutta.

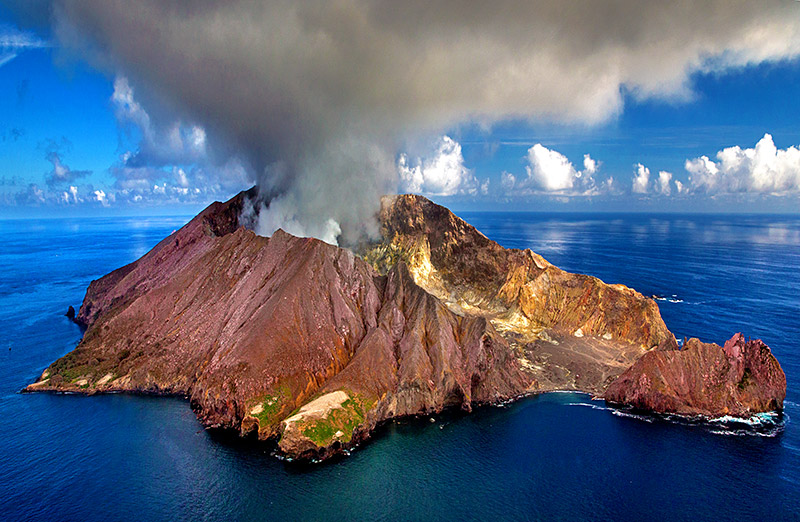
Eruzione del 2013

Il cratere formatosi nel 2000 fu riempito negli anni successivi da un lago, il cui livello è cambiato anche in modo radicale. Nei mesi di luglio-agosto 2012, White Island mostrò segnali di una ripresa dell'attività vulcanica, con il lago ed i livelli di gas risaliti all'interno del cratere. Il 5 agosto 2012, una piccola eruzione con emissione di ceneri nell'atmosfera anticipò una serie di altre piccole eruzioni che si susseguirono negli anni successivi. Le più note avvennero nel 2013 ed il 27 aprile 2016.

### Eruzione del 2019
A distanza di tre anni dall'ultima eruzione, avvenuta nel 2016, alle 14:11 (UTC+13) del 9 dicembre 2019 si è verificata una nuova eruzione del vulcano, che ha causato la morte di 22 persone fra i turisti in visita sull'isola.

## Galleria d'immagini

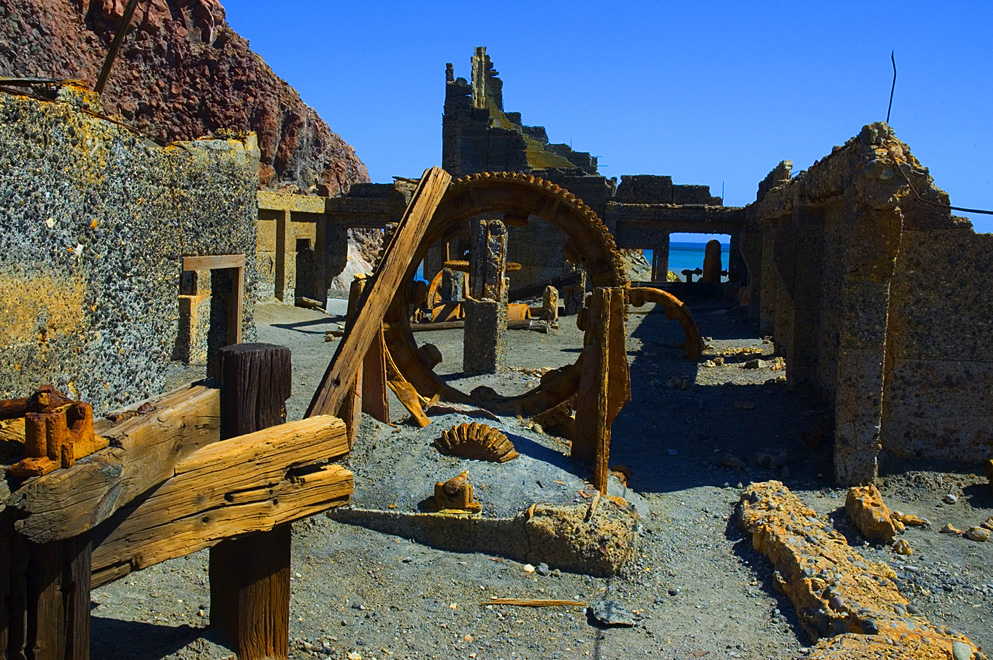
Miniera di zolfo abbandonata
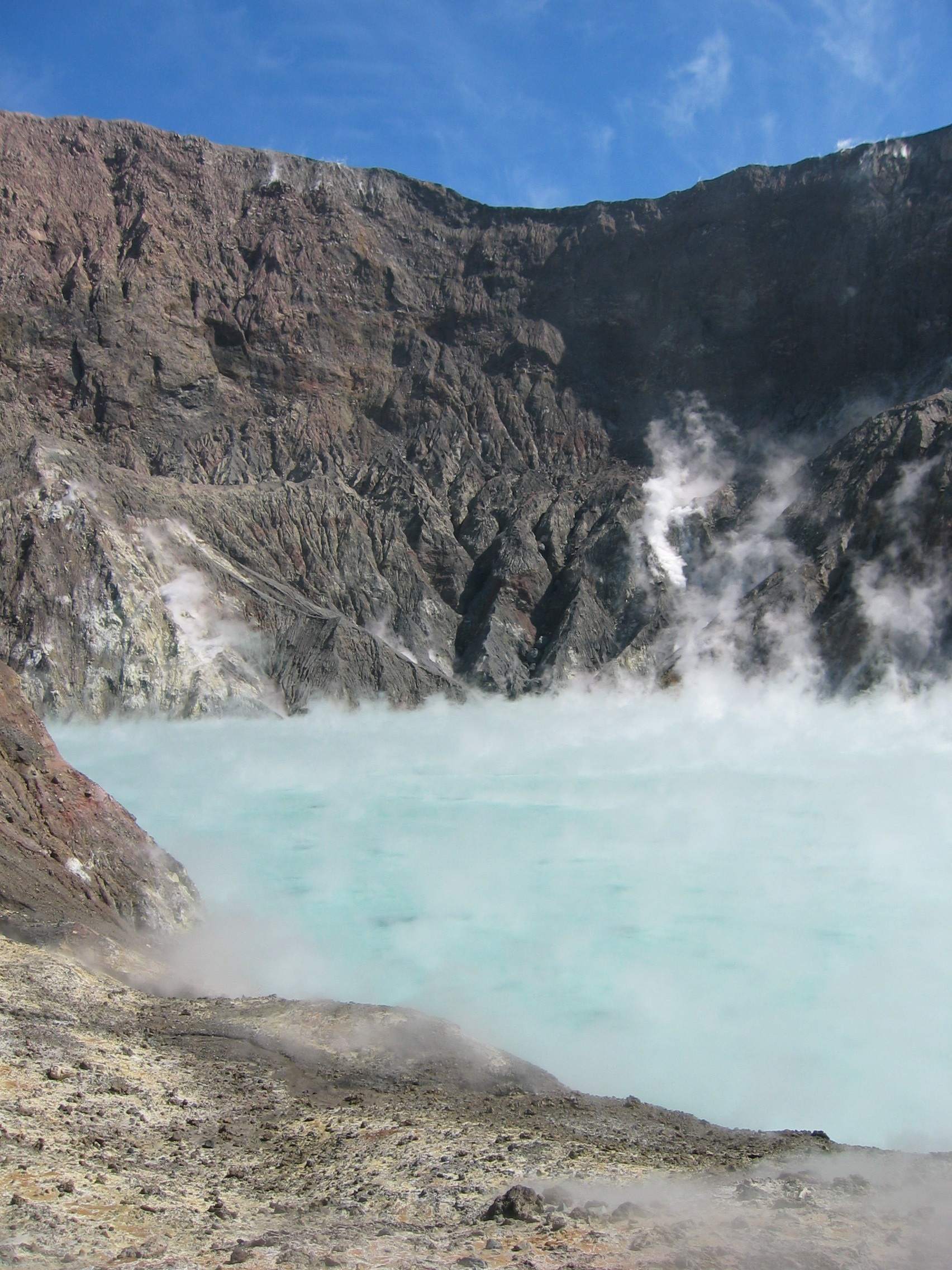
Lago nel cratere del 2000
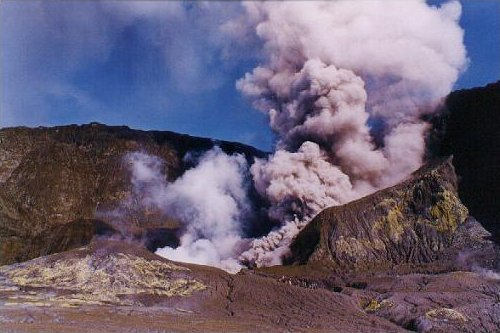
Bocca principale del Whakaari, nel 2000
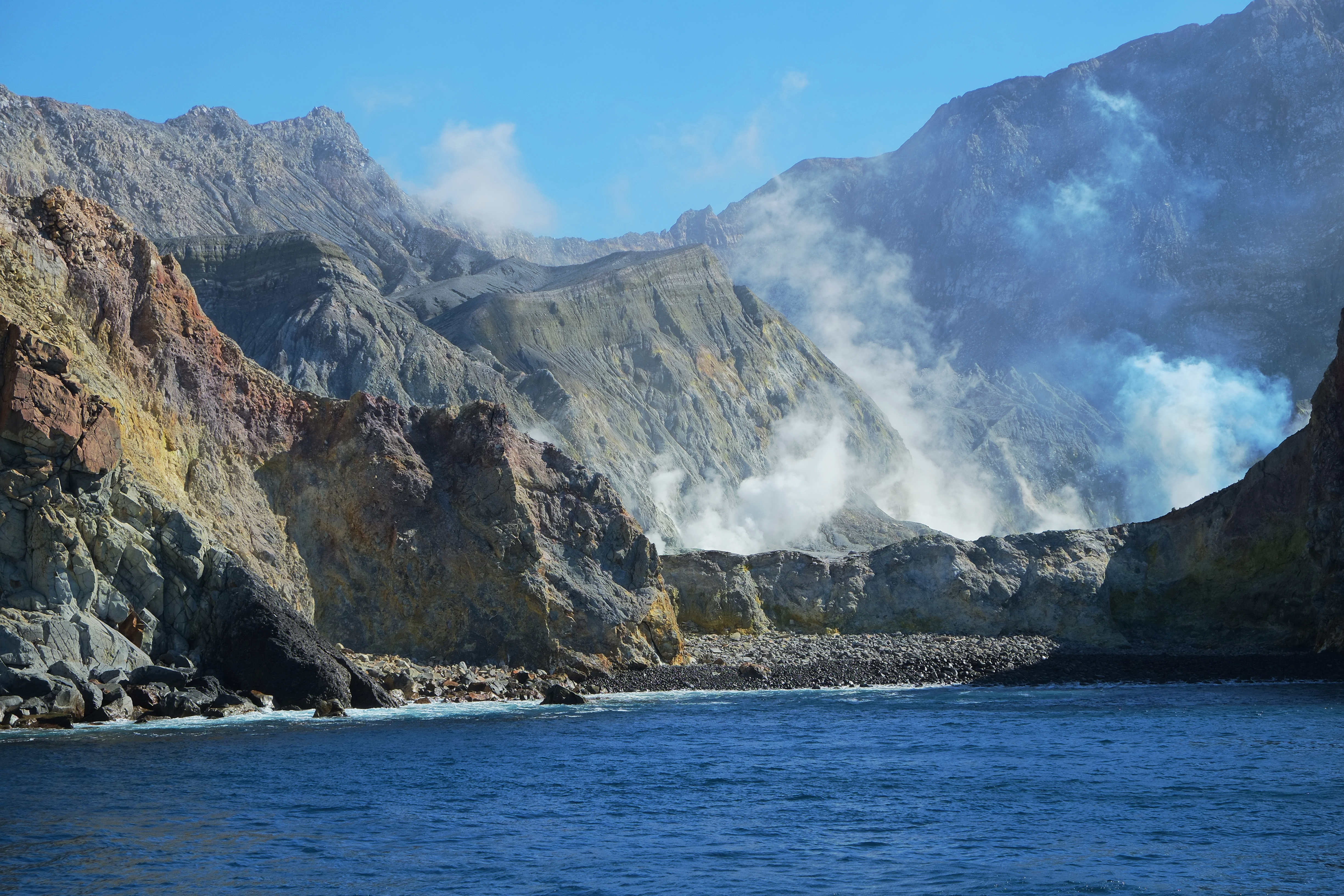
Cratere visto dall'omonima baia
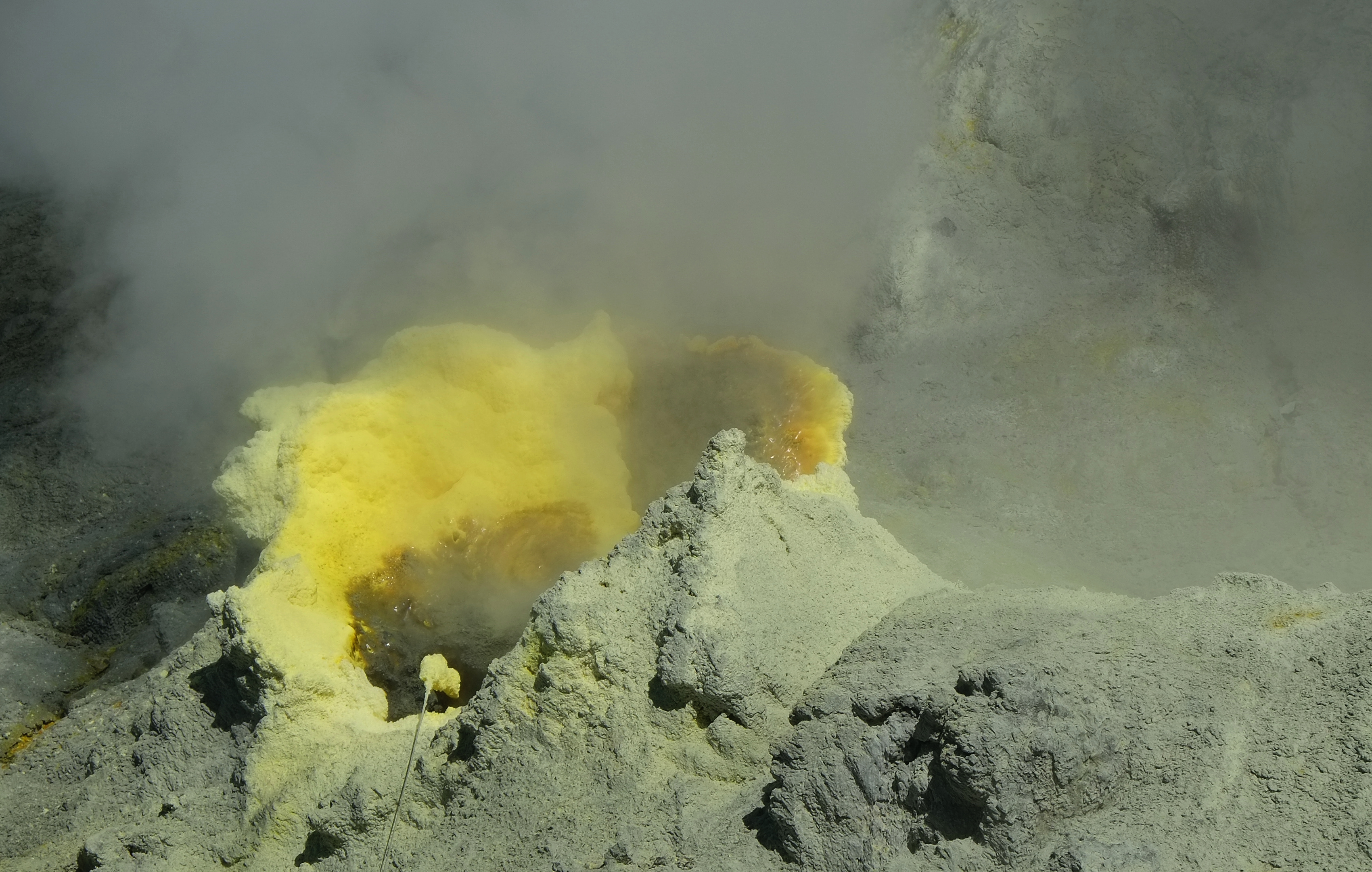
Fumarole di zolfo